# Cephalopholis taeniops
Cephalopholis taeniops là một loài cá biển thuộc chi Cephalopholis trong họ Cá mú. Loài này được mô tả lần đầu tiên vào năm 1828.

## Từ nguyên
Từ định danh được ghép bởi hai âm tiết trong tiếng Hy Lạp cổ đại: tainía (ταινία; "ruy băng") và óps (ὄψ; "mắt"), hàm ý đề cập đến vệt xanh lam bên dưới mắt ở loài cá này.

## Phạm vi phân bố và môi trường sống
C. taeniops được phân bố dọc theo bờ biển Tây Phi, từ Maroc trải dài về phía nam đến Angola, bao gồm quần đảo Canaria, Cabo Verde, São Tomé và Príncipe ở ngoài khơi Đông Đại Tây Dương.
C. taeniops đã theo hải lưu tiến vào Địa Trung Hải, khi một cá thể lần đầu tiên được ghi nhận tại vịnh Sidra (Libya), sau đó đã được ghi nhận thêm lần lượt tại đảo Malta và Lampedusa. Ở Malta, C. taeniops nhiều lần được bắt gặp sau đó, và được cho là đã tạo thành một quần thể ổn định ở vùng biển này.
C. taeniops sống trên nền đáy cát và đá, có thể được tìm thấy ở độ sâu đến ít nhất là 200 m.

## Mô tả
Chiều dài cơ thể lớn nhất được ghi nhận ở C. taeniops là 70 cm, nhưng đó là chiều dài quá lớn so với một loài Cephalopholis. Thực tế thì chiều dài lớn nhất thường thấy ở loài này là 40 cm.
Thân có màu đỏ cam, được phủ dày đặc các chấm xanh lam trên toàn thân và các vây. Các vây sẫm đen hơn ở gần biên; rìa vây lưng mềm, vây đuôi và vây hậu môn có viền xanh óng. Ngay dưới mắt có một vệt xanh lam. C. taeniops còn có kiểu hình đen với chấm xanh nhưng ít thấy hơn nhiều so với kiểu hình cam.
Số gai ở vây lưng: 9; Số tia vây ở vây lưng: 15–16; Số gai ở vây hậu môn: 3; Số tia vây ở vây hậu môn: 9–10; Số tia vây ở vây ngực: 18–19; Số vảy đường bên: 68–72.

## Sinh học
Thức ăn của C. taeniops là các loài cá nhỏ và động vật giáp xác.
Sự phân mảnh môi trường sống của C. taeniops ở Cabo Verde đã tạo ra sự khác biệt về hình thái ở loài này nhưng không đáng kể.

## Thương mại
C. taeniops là một trong những loài có giá trị thương mại cao nhất ở Cabo Verde. Loài này cũng được Pháp nhập khẩu từ Sénégal.